# Spartina alterniflora
Spartīna alterniflōra  (лат.) — многолетнее травянистое растение; вид рода Spartina семейства Злаки. Произрастает на затопляемых во время прилива участках суши вдоль атлантического побережья Северной Америки. Это одно из ключевых растений экосистемы маршей, ответственное за формирование и укрепление плодородного грунта на намывных территориях. Образует большие заросли по берегам сточных каналов и в устьях рек, аккумулирует осадочные породы, смытые из других наземных ландшафтов в результате эрозии. Устойчиво к воздействию морской воды, успешно развивается на солончаках. Также устойчиво к почвам, загрязнённым нефтепродуктами. Существенно поглощает силу волны. Является низовым звеном в пищевой цепи большого числа организмов, является средой обитания для мальков рыб, ракообразных и других групп животных.

## Распространение
Природная область распространения растения — восточное побережье Северной Америки от Ньюфаундленда и Квебека к югу до Флориды и далее на запад вдоль Мексиканского залива до южного Техаса. В XIX веке растение было случайно интродуцировано на западное побережье США в штат Вашингтон — по всей видимости, во время транспортировки устриц.
Места обитания связаны с зоной затопления приливов со слабой и средней энергией волн: осушки, марши, песчаные отмели заливов. Чаще всего держится по берегам сточных каналов у самой кромки воды. В период нагона волны часто погружается в воду, безболезненно выдерживает её солёность до 60 ‰ (промилле). Во время особенно сильных наводнений способно до 12 часов находиться под водой с кислотностью от 4,5 до 8,5 pH. В верхней части марша, где содержание солей в почве ниже, обычно вытесняется родственным видом Spartina patens и другими травами.

## Формы
Выделяют две формы растения, заметно отличающиеся друг от друга размерами. Одна из них, высотой до 3 м, образует крупные заросли по берегам сточных каналов. Эти растения, как правило, частично погружены в солёную воду. Растения, относящиеся ко второй форме, значительно ниже: их высота варьирует в пределах от 10 до 40 см. Они произрастают в том же биотопе, но небольшими пучками и значительно дальше от каналов — на ровных участках земли, где вода поступает только во время осадков или очень сильных приливов. Долгое время полагали, что разница в размерах обусловлена различными внешними условиями: почвы в стороне от воды хуже дренированы, содержат ещё более избыточное содержание губительных для растений солей и органических сульфидов. Сотрудники Делавэрского университета провели опыт, выращивая обе формы на одних и тех же участках марша. Несмотря на аналогичные условия, растения обеих групп сохраняли свои свойства в течение 9 лет, пока проводился эксперимент. Генетические исследования растения не проводились, однако сравнительный анализ методом электрофореза показывает, что хромосомы обеих форм идентичны.

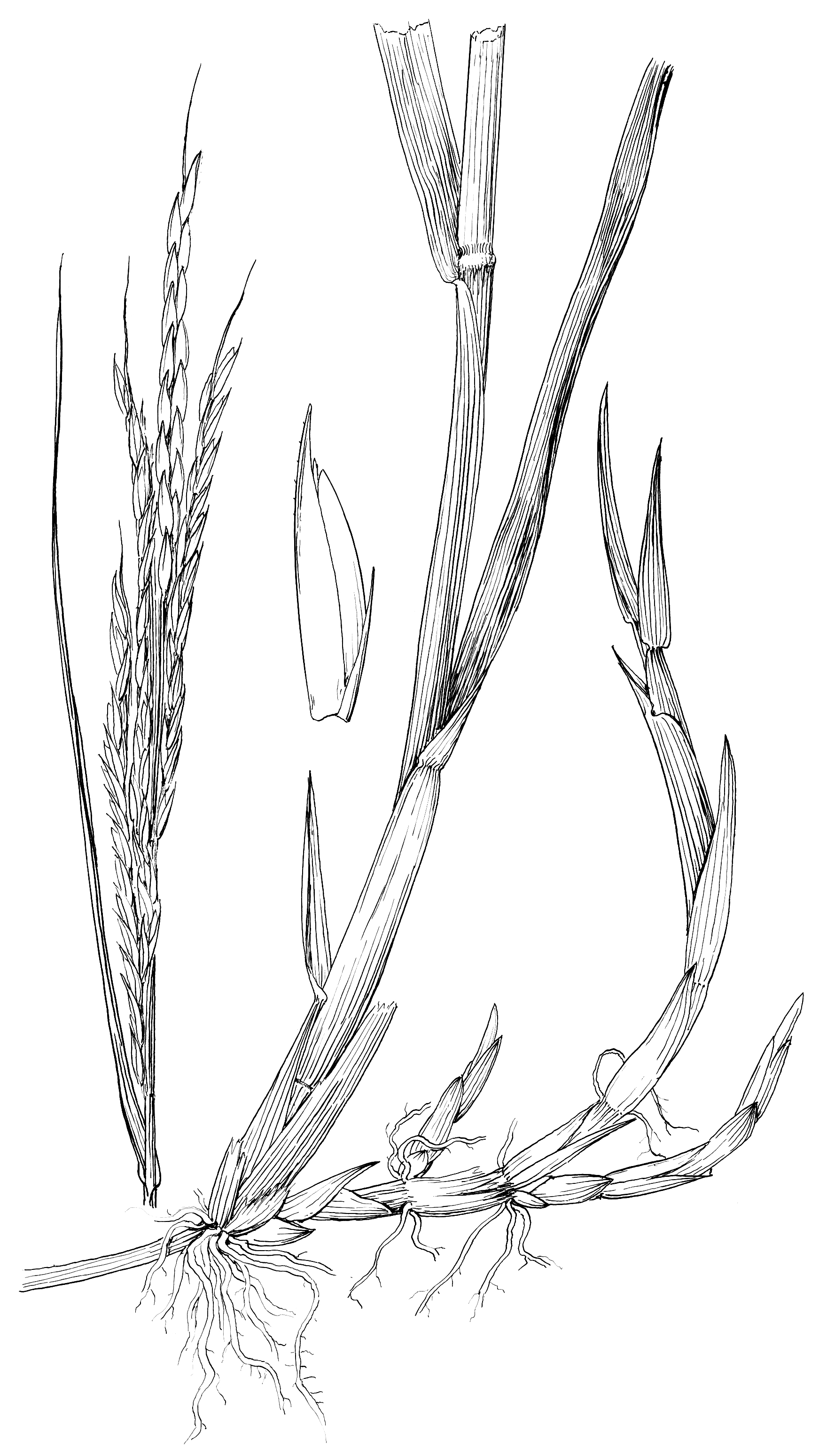
Корневище, соцветие и колосок. Рисунок Альберта Хичкока

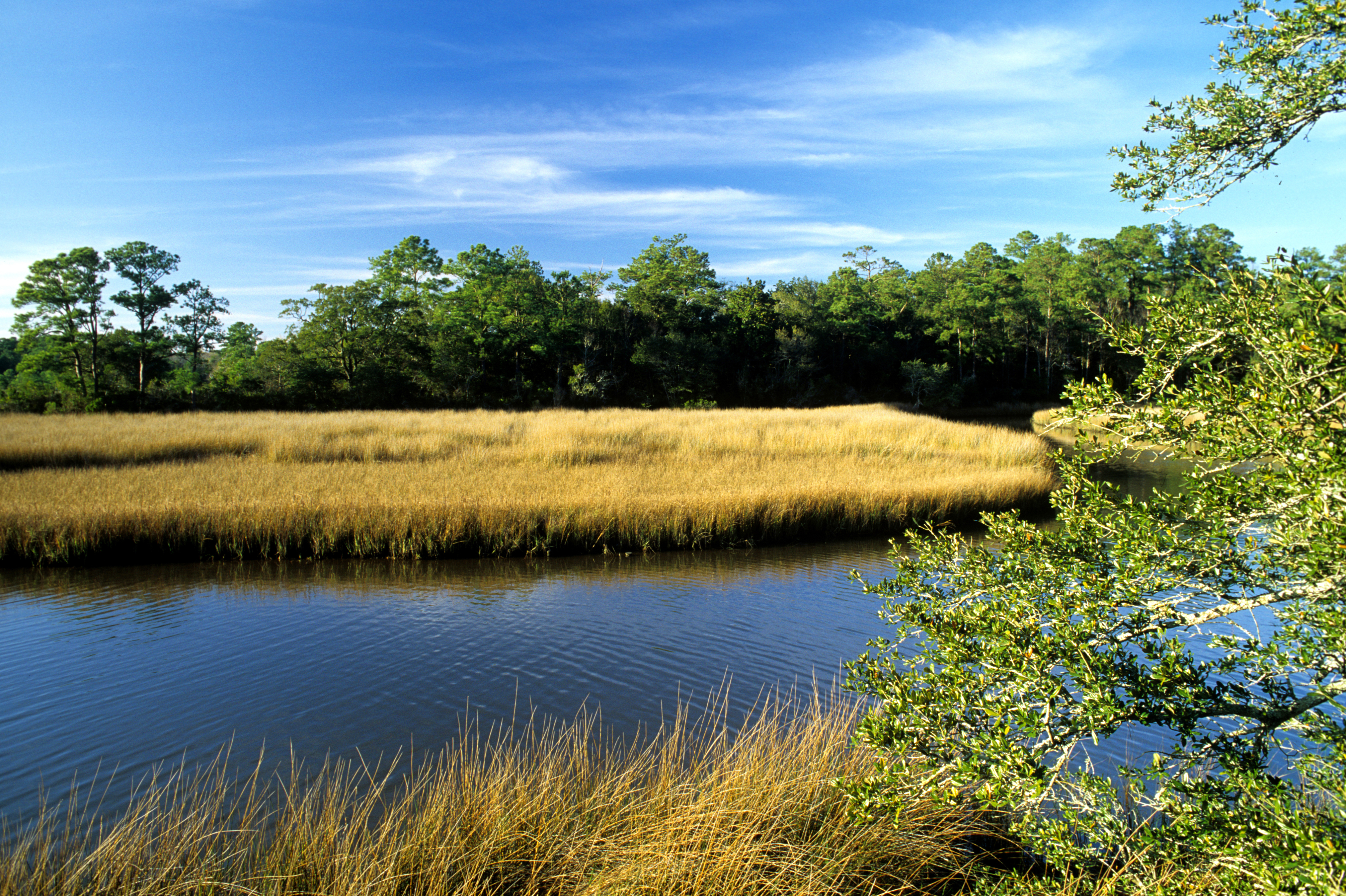
Заросли растения во Флориде. Снимок сделан в феврале

## Ботаническое описание
Растение большой формы тёмного-зелёного цвета, с достаточно прочным и длинным стеблем (длина 1—3 м, диаметр 2—9 мм). Растение малой формы выглядит, словно поражённое хлорозом: более пожелтевшим, с выгоревшими кончиками листьев. Его высота не превышает метра, толщина стебля варьирует от 1 до 3 мм. Несмотря на это, плотность посадок малой формы выше, достигая 400—1100 стебельков на один квадратный метр. Аналогичный показатель у большой формы: 80—230 стебельков.
Стебель гладкий, изнутри имеет многочисленные полости, похожие на губку (аэренхима). Листья гладкие на ощупь, заострённые, длиной до 40 см, шириной до 25 мм, прикреплены к стеблю через язычок (кольцо из трихом). Цветёт с июля по октябрь. Соцветие — метёлка длиной 15—30 см, состоит из 5—30 колосков длиной 4—10 см каждый. В свою очередь каждый колосок состоит из 10—50 бесчерешковых вторичных колосков, смещённых только на одну сторону соцветия. Семя желтовато-оливкового цвета, имеет форму вытянутого эллипсоида, длиной около 7 мм.
Размножение семенами либо вегетативное, во втором случае случае через горизонтально вытянутое подземное корневище (симподиальное ветвление). От него образуются стебли и корни. Последние разделяют на два типа, выполняющие различные фунукции. Корни первой категории имеют форму прочного и эластичного стержня. Они удерживают растение в вертикальном положении. Корни второго типа тонкие, недолговечные, имеют матовую поверхность и образуют множество ответвлений. Их основная функция — поглощение питательных веществ. На большей части ареала, где зимние температуры опускаются ниже нуля, стебель и листья отмирают, оставляя одно корневище, из которого весной появляются новые побеги.

## Адаптации
Растение считается одним из наиболее устойчивых к воздействию морской воды. Во время сильных приливов его нижняя часть погружается в воду и задерживает существенную часть осадочных пород из размытых берегов рек.
Избыточная соль не задерживается в тканях организма, а выводится из него через железы, расположенные с тыльной стороны листа (подобная адаптация также известна у гребенщика, кермека и некоторых других галофитов). В таких случаях белые кристаллы солей на зелёном фоне хорошо заметны невооружённым глазом. С другой стороны, когда концентрация солей в тканях меньше таковой в окружающей среде, растение обильно всасывает воду, чтобы выравнять внутреннее и внешнее давление (осмос).
Ещё одна особенность растения связана с недостаточным количеством кислорода в болотистых почвах. Стебель изнутри имеет пористую структуру с многочисленными продольными пустотами — ткань, получившую название аэренхима. Благодаря пустотам воздух поступает сверху вниз из верхней части растения в корневища, образуя вокруг них воздушную подушку. Площадь поверхности стебля увеличивается (соответственно растёт потребление кислорода), при этом его биомасса остаётся неизменной. Вместе с другими осадочными породами в корнях растения скапливаются минералы, содержащие сульфид железа. Под действием кислорода они окисляются и образуют слой ржавчины.
Наконец, хорошо развитое горизонтальное корневище способствует быстрому и плотному распространению растения на большой площади вдоль берегов каналов.